# Pedro Campos
Pedro Campos Di Girolamo (Austin, 17 settembre 1988) è un attore cileno.

## Biografia

### Inizi
Pedro Campos è nato nel 1988 ad Austin, in Texas, Stati Uniti, figlio degli attori televisivi Cristián Campos e Claudia di Girolamo. È il fratello minore dell'attore Antonio Campos e ha una sorellastra maggiore, nata dal primo matrimonio dia su madre, che fa la psicologa. È cugino dell'attrice Mariana di Girolamo.
Campos ha conseguito i suoi studi nel collegio Saint George, anche se non si è laureato in quell'istituto.
Si è diplomato alla Scuola di Teatro dell'Universidad Mayor.

### Carriera
Ha partecipato allo spettacolo teatrale Los perros, che ha debuttato il 14 giugno 2012 al Teatro UC, sotto la direzione di Rodrigo Pérez. Parallelamente, ha anche lavorato a una versione di La pequeña historia de Chile con la sua compagnia, La Amotinada.
Ha esordito come attore nel 2010 recitando nel cortometraggio Blokes di Marialy Rivas. Nel 2012 ha partecipato al cast della serie Solita Camino e ha debuttato nella soap opera notturna di Mega, Maldita. Lì aveva un personaggio ispirato al caso dell'omicidio di Diego Schmidt-Hebbel.
L'anno seguente ha partecipato alla serie Graduados di Chilevisión. In quello stesso anno ha recitato nel film Videoclub, al fianco di Luciana Echeverría.
Nel 2015 ha recitato nel film El Bosque de Karadima, diretto da Matias Lira ed ispirato ad una storia vera. Le vicende del film sono poi proseguite in una miniserie televisiva omonima.

## Filmografia

### Cinema
- Blokes, regia di Marialy Rivas - cortometraggio (2010)
- Boys On Film 5: Candy Boy, regia di Connor Clements, Nick Corporon, Roberto Fiesco, John Lochland, Sam McConnell, Marialy Rivas, Michael J. Saul e Pascal-Alex Vincent (2010)
- Joven y Alocada, regia di Marialy Rivas (2012)
- Videoclub, regia di Pablo Illanes (2013)
- Invierno, regia di Alberto Fuguet (2015)
- El Bosque de Karadima, regia di Matias Lira (2015)
- Prueba de Actitud, regia di Fabrizio Copano ed Augusto Matte (2016)
- Un Día Cualquiera, regia di Sebastián Brahm, Héctor Morales, Álvaro Viguera, Aranzazú Yankovic ed Elisa Zulueta (2017)
- El Constructor del Faro, regia di Ramiro Zamorano - cortometraggio (2017)
- Dry Martina, regia di Che Sandoval (2018)
- Fifteen Minutes Of Fame, regia di Pedro Campos - cortometraggio (2019)

### Televisione
- Cartas de mujer – miniserie TV, 1 episodio (2010)
- Amar y morir en Chile, regia di Alex Bowen – miniserie TV (2012)
- Maldita – serie TV, 40 episodi (2012)
- Solita Camino, regia di Cristián Mamani – miniserie TV, 6 episodi (2012)
- Graduados – serie TV, 209 episodi (2013-2014)
- Vuelve Temprano – serie TV, 105 episodi (2014)
- El Bosque de Karadima: La Serie, regia di Matias Lira – miniserie TV (2015)
- Pobre Gallo – serie TV, 108 episodi (2016)
- Amanda – serie TV, 128 episodi (2016-2017)
- Tranquilo Papá – serie TV, 44 episodi (2017)
- Juegos de Poder – serie TV, 116 episodi (2019)
- Edificio Corona – serie TV, 2 episodi (2021)